# Championnat de Jordanie de football 1996-1997
Navigation
Saison précédente Saison suivante
La saison 1996-1997 du Championnat de Jordanie de football est la quarante-huitième édition du championnat de première division en Jordanie. La compétition est disputée sous forme de poule unique où les dix meilleurs clubs du pays s'affrontent deux fois au cours de la saison, à domicile et à l'extérieur. En fin de saison, les deux derniers du classement sont relégués et remplacés par les deux meilleurs clubs de deuxième division.
C'est le club d'Al-Weehdat Club, double tenant du titre, qui remporte à nouveau la compétition après avoir battu lors d'un match décisif Al Faisaly Club, les deux équipes ayant terminé à égalité de points en tête du classement final. C'est le sixième titre de champion de Jordanie de l'histoire du club, qui réussit même le doublé en s'imposant en finale de la Coupe de Jordanie, face à Al Ramtha SC.

## Les clubs participants
| - Al-Weehdat Club - Al Ramtha SC - Al Hussein Irbid - Al-Ahli Amman - Al Quoqazi - Promu de D2 | - Al Jazira Amman - Al-Faisaly Club - Kfarsoum SC - Al-Qadisiya SC - Shabab Al Hussein - Promu de D2 |

## Compétition

### Classement
Le barème utilisé pour établir le classement est le suivant :
- Victoire : 3 points
- Match nul : 1 point
- Défaite : 0 point

| Rang | Équipe              | Pts | J  | G | N | P | Bp | Bc | Diff |
| ---- | ------------------- | --- | -- | - | - | - | -- | -- | ---- |
| 1    | Al-Weehdat Club'T'C | 41  | 18 |   |   |   |    |    |      |
| 2    | Al Faisaly Club     | 41  | 18 |   |   |   |    |    |      |
| 3    | Al Ramtha SC        | 29  | 18 |   |   |   |    |    |      |
| 4    | Al-Ahli Amman       | 28  | 18 |   |   |   |    |    |      |
| 5    | Al Jazira Amman     | 22  | 18 |   |   |   |    |    |      |
| 6    | Al Hussein Irbid    | 21  | 18 |   |   |   |    |    |      |
| 7    | Al-Qadisiya SC      | 21  | 18 |   |   |   |    |    |      |
| 8    | Shabab Al-HusseinP  | 17  | 18 |   |   |   |    |    |      |
| 9    | Kfarsoum SC         | 15  | 18 |   |   |   |    |    |      |
| 10   | Al-QouqaziP         | 7   | 18 |   |   |   |    |    |      |

|  | Participation au barrage pour le titre                                                   |
|  | Relégation directe en deuxième division                                                  |
|  | T : Tenant du titre C : Vainqueur de la Coupe de Jordanie P : Promu de deuxième division |

### Matchs

#### Barrage pour le titre
| Équipe 1        | Résultat      | Équipe 2        |
| --------------- | ------------- | --------------- |
| Al-Weehdat Club | 1 - 1 4-2 tab | Al Faisaly Club |

## Bilan de la saison
| Championnat de Jordanie de football 1996-1997 |                            |
| Champion                                      | Al-Weehdat Club (6e titre) |
| Coupes et trophées                            |                            |
| Vainqueur de la Coupe de Jordanie 1996-1997   | Al-Weehdat Club            |
| Qualifications continentales                  |                            |
| Coupe d'Asie des clubs champions 1997-1998    | Aucun                      |
| Coupe des Coupes 1997-1998                    | Aucun                      |
| Promotions et relégations                     |                            |
| Promus en première division                   | Al Karmal                  |
| Promus en première division                   | Al Buqa'a                  |
| Relégués en deuxième division                 | Kfarsoum SC                |
| Relégués en deuxième division                 | Al Quoqazi                 |